# دارن تشيزمان
دارن تشيزمان (من مواليد 23 فبراير 1986 في هاكني، لندن) هو لاعب سابق في لعبة هوكي الحقل في إنجلترا وبريطانيا العظمى وهو الآن مدرب عالي الأداء للهوكي في إنجلترا والاتحاد الدولي للهوكي، وكذلك مدرس مربي في الاتحاد الدولي للهوكي.

## الحياة
بالإضافة إلى كونه سابقًا عضوًا في فرق هوكي إنجلترا وبريطانيا العظمى، كان أيضًا عضوًا في فريق بريطانيا العظمى تحت 21 عامًا الذي فاز بالميدالية الفضية في دورة الألعاب الأولمبية للناشئين لعام 2007 في سيدني، أستراليا.
يلعب في خط الوسط / فوروارد.